# Svek (juridik)
Svek innebär att en person i sitt handlande med annan avsiktligt vilseleder denne i fråga om de omständigheter, som är eller bör vara bestämmande för hans handlingssätt. Svek sammanfaller delvis med det straffrättsliga begreppet bedrägeri och sker genom att man lämnar positivt oriktiga uppgifter, eller därigenom att man förtiger omständigheter, som skäligen, efter vad den gängse uppfattningen fordrar, bort omtalas.